# Louis d'Harcourt
Louis d'Harcourt (24 dicembre 1382 – Châtellerault, 19 novembre 1422) è stato un arcivescovo cattolico francese.

## Biografia
Nacque il 24 dicembre 1382 da Giovanni VI d'Harcourt e Catherine di Borbone. La sorella Blanche d'Harcourt fu badessa dell'abbazia di Fontevrault; fu cugino del re Carlo VI di Francia e zio del cardinale Guillaume d'Estouteville.
Studiò diritto canonico ad Angers, senza mai tuttavia conseguire la laurea. Nel 1401 fu prevosto della cattedrale di Chartres.
Il 26 febbraio 1407 l'antipapa Benedetto XIII nominò Jean d'Armagnac come amministratore apostolico di Rouen, ma ebbe l'opposizione da parte del capitolo e del re. Il successivo 18 marzo, dunque, fu designato Louis d'Harcourt sotto l'influenza di Giovanni di Valois. Fu successivamente eletto da una commissione di cui facevano parte l'arcivescovo Simone di Cramaud, il vescovo Ameil du Breuil e l'abate Pierre Le Roy. Fece il suo ingresso in cattedrale, alla presenza del re, il 13 ottobre 1415 .
Durante le rivolte a Rouen del 1417 svolse un ruolo di diplomatico voluto dal Delfino. Dopo la vittoria inglese nell'assedio di Rouen del 1418 e il controllo della Normandia intera nel 1419, lasciò la città, affidando l'arcidiocesi al suo vicario Nicolas de Venderès.
Morì il 19 novembre 1422 a Châtellerault e fu sepolto nel convento francescano del posto.

## Araldica
Inquartato: ai 1° e 4° due fasce di Harcourt, ai 2° e 3° un seme di giglio nella fascia broccante di Borbone.

## Successione apostolica
- Vescovo Henry Ware (1418)
- Vescovo Philippe Morgan (1419)
- Cardinale John Kemp (1419)